# Габовский, Болеслав Йожефович
Боле́слав Йо́жефович Габо́вский (пол. Bolesław Józef Habowski; 13 сентября 1914, Краков, Польша — 21 мая 1979, Вендовер, Великобритания) — польский и советский футболист. Нападающий.

## Карьера
Воспитанник юношеской команды «Висла» (Краков).
За свою карьеру выступал в польских командах «Висла» (Краков), «Юнак» (Дрогобыч) и советских командах «Спартак» (Львов) и «Спартак» (Москва).
За сборную Польши провёл 2 матча, забил 1 гол в матче со сборной Латвии. Входил в заявку польской сборной на чемпионате мира 1938 года, но на поле не выходил.
В 1942 году был призван в сформированную на территории СССР польскую армию под командованием генерала В. Андерса. В её составе был переброшен в Иран. Войну завершил в Англии.